# Kostas Kapos
Kostas (Konstandinos) Kapos, gr. Κώστας (Κωνσταντίνος) Κάππος (ur. w marcu 1937 w Kefalobriso, zm. 10/11 września 2005) – grecki polityk, działacz komunistyczny i ekonomista, więzień polityczny, parlamentarzysta krajowy, w 1981 poseł do Parlamentu Europejskiego I kadencji.

## Życiorys
Studiował ekonomię i statystykę w Wyższej Szkole Studiów Przemysłowych w Pireusie. Specjalizował się w zakresie księgowości przemysłowej i kontroli budżetowej, podjął pracę jako księgowy. Od 1955 zaangażowany w ruch komunistyczny, działał w młodzieżówce Demokratycznej Partii Lewicy. W 1968 po raz pierwszy porwany i uwięziony w Dionisos, następnie do 1971 przebywał na zesłaniu w Laki na wyspie Leros. W 1974 ponownie został uwięziony i poddany torturom przez specjalne jednostki, przebywał w Bojati i Koridalos. Zeznawał jako świadek w procesach przeciwko torturującym go funkcjonariuszom.
W międzyczasie wstąpił Komunistycznej Partia Grecji, od 1972 należał do biura komitetu centralnego KKE, od 1973 do 1989 był jego członkiem. W latach 1974–1989 zasiadał w Parlamencie Hellenów I, II, III, IV i V kadencji z okręgów podateńskich. Od 9 lutego do 18 października 1981 wykonywał mandat posła do Parlamentu Europejskiego w ramach delegacji krajowej (zastąpił Kostasa Lulesa). Przystąpił do Grupy Sojuszu Komunistycznego, należał do Komisji ds. Polityki Regionalnej i Planowania Regionalnego. W 1989 sprzeciwił się udziałowi komunistów w koalicji z Nową Demokracją, we wrześniu tego roku odszedł z partii. Wstąpił następnie do partii Nowy Prąd Lewicy, należąc od 1990 do jej władz centralnych (wystąpił z niej w 1991). Od lat 90. pracował w Centrum Badań Marksistowskich. Opublikował także łącznie dziewięć książek, liczne artykuły i eseje.
Był żonaty, miał dwoje dzieci.